# Denis Lefebvre
 (Novembre 2020).
Il peut être nécessaire de l'améliorer pour respecter le principe de neutralité de point de vue. Veuillez consulter la page de discussion pour plus de détails.

 (novembre 2020).
 (novembre 2016).
Si vous disposez d'ouvrages ou d'articles de référence ou si vous connaissez des sites web de qualité traitant du thème abordé ici, merci de compléter l'article en donnant les références utiles à sa vérifiabilité et en les liant à la section « Notes et références ».
Pour les articles homonymes, voir Denis Lefebvre (compositeur) et Lefèvre.
Denis Lefebvre est un journaliste et écrivain français né en 1953 à Arras.

## Biographie
Comme journaliste professionnel, Denis Lefebvre est rédacteur en chef des publications de l'OURS, et directeur de la revue Histoire(s) socialiste(s). Il préside depuis 1996 le centre Guy Mollet (association créée en 1976) et, depuis 1992, il exerce les fonctions de secrétaire général de l'Office universitaire de recherche socialiste (OURS, fondé en 1969 par Guy Mollet).
Il fonde en 2003 la collection L’Encyclopédie du socialisme, dont il assure la direction. Cette collection a publié depuis cette date une quarantaine d’ouvrages dans des genres très différents : biographies, essais contemporains et historiques, recueil de textes choisis, etc. Il collabore à de nombreuses publications (Gavroche, Communes de France, Historia, La Chaîne d'union, Humanisme, L’Idée libre, Franc-maçonnerie magazine, etc.) dans lesquelles il publie des chroniques littéraires et des essais historiques.
Ses livres, articles et conférences et participation à des émissions de radio ou des films documentaires couvrent trois champs principaux : l'histoire du socialisme et celle de la franc-maçonnerie et, plus largement, l'histoire contemporaine.
Il est conseiller municipal de Bondy (Seine-Saint-Denis) de 1983 à 1995, dans les équipes animées par le maire de l'époque, le socialiste Claude Fuzier.

## Publications

### Ouvrages
- Guy Mollet : le mal-aimé, Paris, Plon, 1992, 563 p. (ISBN 2-259-02465-3, présentation en ligne).
- Le Socialisme et les colonies. Le cas des Antilles, éd. Bruno Leprince, 1994.
- Marcel Sembat, socialiste et franc-maçon, éd. Bruno Leprince, 1995.
- L'Affaire de Suez, éd. Bruno Leprince, 1996. Ouvrage publié en Hongrie en 1999 par les éditions Osiris könyvtar, Budapest, sous le titre : A szuezi ügy.
- 19 décembre 1947 : Force ouvrière, éd. Bruno Leprince, 1997.
- André Lebey, intellectuel et franc-maçon sous la IIIe République, Éditions maçonniques de France, collection « Encyclopédie maçonnique », 1999.
- Socialisme et franc-maçonnerie. Le tournant du siècle (1880-1920), Bruno Leprince Éditeur, 2000.
- Guy Mollet face à la torture en Algérie, 1956-1957, Paris, Bruno Leprince, 2001, 125 p. (ISBN 2-909634-38-8).
- Marcel Sembat, Le socialisme maçonnique d'avant 1914, Éditions maçonniques de France, collection « Encyclopédie maçonnique », 2001.
- Claude Fuzier, un socialiste de l'ombre, L'Encyclopédie du socialisme, 2004.
- Fred Zeller, des trois flèches aux trois points, Bruno Leprince, 2004.
- Les socialistes et l'Europe, de la Résistance aux traités de Rome, L'Encyclopédie du socialisme, 2007.
- 1969 et la rénovation socialiste, Mémoire(s) du socialisme, 2009.
- Les secrets de l'expédition de Suez, 1956, Paris, Perrin, 2010, 296 p. (ISBN 978-2-262-03326-2, présentation en ligne).
- Guy Mollet socialiste dans le Pas-de-Calais, 1925-1975, L'Encyclopédie du socialisme, 2015[2].
- Arthur Groussier, le franc-maçon réformiste, CONFORM, 2016.
- Marcel Sembat, Franc-maçonnerie, art et socialisme à la Belle Époque, Dervy, 2017.
- Fred Zeller, franc-maçon, artiste peintre et militant au XXe siècle, Conform édition, 2018.
- Les secrets de l'expédition de Suez 1956, Éditions du CNRS, collection « Biblis », 2019.
- Henri La Fontaine, franc-maçon, Éditions de la Fondation Henri La Fontaine, Bruxelles, 2019.
- Communisme et franc-maçonnerie, ou la 22e condition..., Conform édition, 2020[3].
- Le Boulonnais, destination impériale. L'aventure du camp de Boulogne, Ville de Boulogne-sur-Mer, 2020[4].
- La Franc-maçonnerie et le front populaire, Encyclopédie du socialisme.

### Édition de textes choisis
- De larges extraits du journal intime (Les Cahiers noirs) de Marcel Sembat (1862-1922), homme politique français, député socialiste de Paris, ministre, franc-maçon. Ces textes ont été publiés entre 1983 et 1985 (six "Cahiers" de l'OURS)
- Textes choisis de Guy Mollet, Le socialiste et le républicain, 1945-1975, Bruno Leprince Éditeur, 1995
- Marcel Sembat. Textes choisis, Éditions maçonniques de France, 2003
- Léon Blum. Textes choisis. 1919-1920, L'Encyclopédie du socialisme, 2003

### En collaboration
- Avec Rémi Lefebvre, 1936, Mémoires du Front populaire, OURS - Bruno Leprince Éditeur, 1997.
- Avec Alya Aglan, Christian Pineau, de Buchenwald aux traités de Rome, Bruno Leprince Éditeur, 2004.
- Avec Jean-Marc Binot et Pierre Serne, 100 ans. 100 socialistes, Bruno Leprince, 2005.
- Avec Alain Bergounioux, Le socialisme pour les nuls (First, 2008).
- Avec Yann Lasnier, 60 ans. Mémoires d’avenir, Bruno Leprince Éditions, 2010.
- Avec Vincent Duclert, Bernard Poignant et Dominique Villemot, participation à l'ouvrage de François Hollande, Le rêve français. Discours et entretien (2009-2011), Privat, 2011.
- Avec Tibéry et Jean-Pierre Pécau, L'Or de France (tome 1, « La croisière de l’Emile Bertin » et tome 2, « 12 milliards sous les Tropiques »), Le Lombard, 2011 et 2012. Une édition de cette bande dessinée en un seul volume a été publiée chez le même éditeur en 2018, avec un dossier historique de 14 pages en fin d'album.
- Avec Jean-Louis Cottigny, Et si nous prenions en main notre avenir… L'Europe, sa construction, son devenir…, L'Encyclopédie du socialisme, 2013.
- Avec Alain Bergounioux, L'histoire du socialisme, Parti socialiste, 2014
- Avec Jean-Pol Baras et Plantu, Quelle connerie la guerre ! Anthologie illustrée d'écrits sur la tolérance, le pacifisme et la fraternité universelle, Omnibus, 2016

## Distinctions

### Décorations
- Officier de l'ordre national du Mérite Il est promu officier par décret du 14 novembre 2016[5]. Il était chevalier du 19 juin 1999.